# Tartu JK Tammeka
Jalgpallikool Tammeka Tartu é um clube estoniano de futebol com sede em Tartu. Atualmente a equipe disputa a Meistriliiga, a primeira divisão estoniana.

## História

### Os primeiros anos e a primeira década na Meistriliiga (1989–2013)
O Tammeka foi fundado em 13 de junho de 1989 como uma academia juvenil por Hillar Otto, Avo Jakovits e Heino Ligi. Em 2000, o clube entrou para o sistema da liga de futebol da Estônia e começou a competir na divisão sul da III liiga. A temporada de estreia de Tammeka foi um sucesso, pois a equipe terminou em primeiro lugar com 46 pontos dos 60 possíveis. O Tammeka foi promovido para a II Liga e, em 2001, para a Esiliiga. O clube se estabeleceu na Esiliiga, ficando em sexto lugar na temporada de 2002 e em sétimo na temporada de 2003. O Tammeka venceu a Esiliiga na temporada de 2004 e foi promovido à Meistriliiga. A equipe derrotou o Dünamo por 9 a 0 em sua primeira partida na Meistriliiga e terminou sua primeira temporada na primeira divisão estoniana na sétima posição. Em dezembro de 2005, Sergei Ratnikov foi nomeado treinador. O Tammeka terminou a temporada de 2006 na sexta posição.

#### Maag Tammeka
Em 2007, o Tammeka se uniu ao Maag, rival da cidade, em uma tentativa de estabelecer um clube em Tartu que pudesse competir com os clubes de Tallinn pelas primeira posições e vagas nas competições europeias. O clube foi renomeado como Maag Tammeka e começou a jogar com camisas laranjas. Apesar da fusão de recursos, a equipe perdeu vários jogadores importantes e terminou a temporada de 2007 na quinta posição. Ratnikov pediu demissão em novembro de 2007 e seu assistente Sergei Zamogilnõi assumiu o cargo de treinador. O Maag Tammeka chegou à final da Copa da Estônia de 2007–08, mas perdeu para o FC Flora por 3 a 1. A equipe terminou a temporada de 2008 na sétima posição. Após a temporada o que o contrato de patrocínio com o Maag terminou e o Tammeka voltou a operar como um clube independente.

#### Estabelecendo-se na primeira divisão

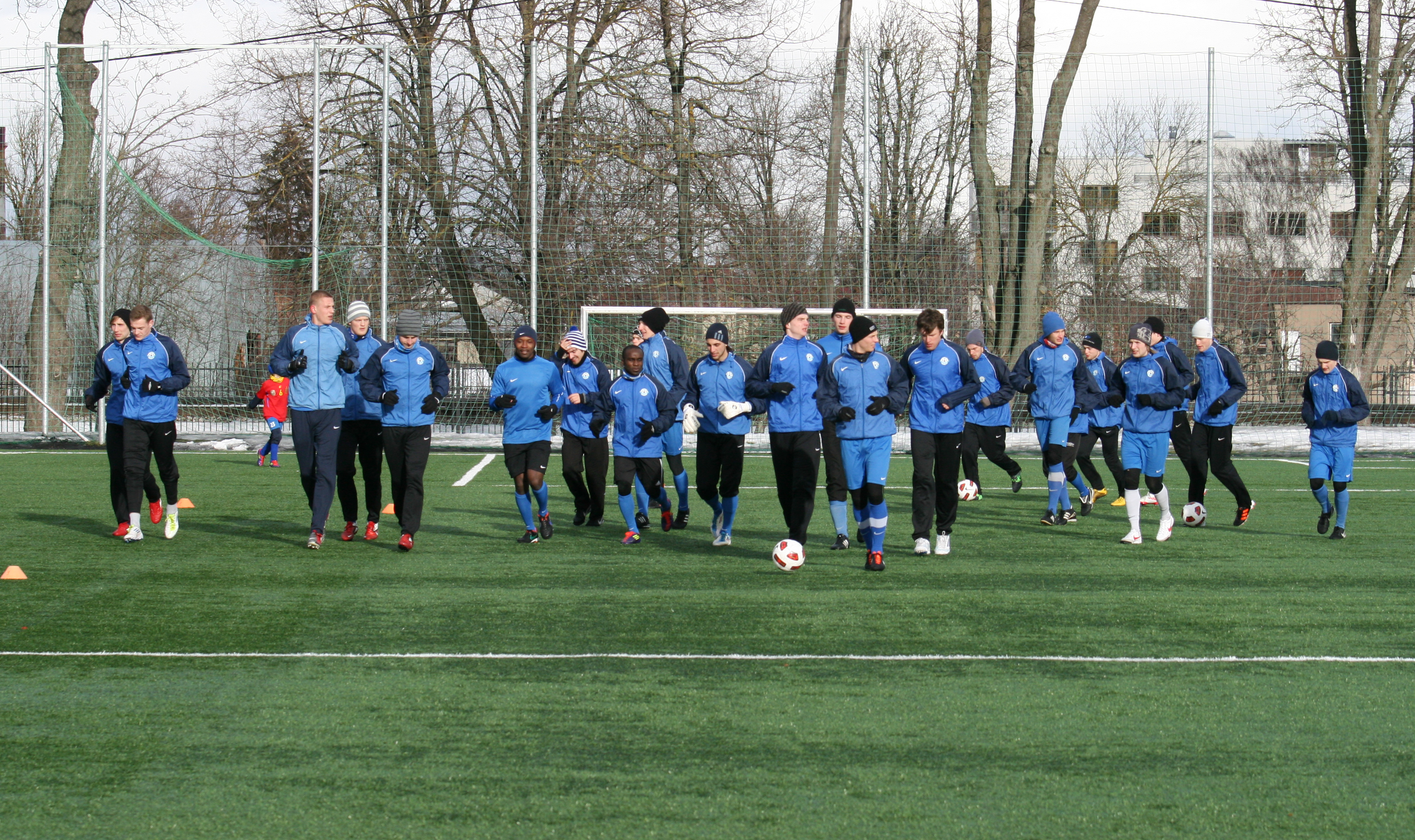
Tammeka durante a pré-temporada de 2012.

Na temporada seguinte, o Tammeka restabeleceu o nome e as cores originais, mas teve que operar com um orçamento menor e, portanto, perdeu diversos jogadores. O técnico do time reserva, Norbert Hurt, foi nomeado treinador e vários jogadores do time reserva foram promovidos ao time principal. Apesar de um início lento, o Tammeka conseguiu terminar a temporada de 2009 na sétima posição.
No verão de 2009, o clube foi adquirido pelo teuto-iraniano Babak Afshar e sua esposa Jane Afshar, sendo que a última foi nomeada presidente do clube. Em dezembro de 2009, Marko Kristal substituiu Hurt como treinador. Kristal reconstruiu a equipe com os jogadores do juvenil Albert Prosa, Kaarel Kiidron e Siim Tenno, terminando a temporada de 2010 na sexta posição. Apesar de um bom início na temporada de 2011, o desempenho da equipe diminuiu na segunda metade da temporada. Em setembro de 2011, o ex-jogador do Tammeka, Kristjan Tiirik, substituiu Kristal como treinador e a equipe terminou a temporada na sétima posição. A janela de transferências de inverno subsequente viu a saída de vários jogadores importantes, incluindo Prosa, Kiidron e Tenno. Após um início ruim na temporada de 2012, Tiirik foi substituído por Joti Stamatopoulos em julho de 2012. Stamatopoulos não conseguiu fazer a diferença e o Tammeka terminou a temporada em último lugar, acumulando apenas 20 pontos. Apesar de ter terminado em último lugar, o Tammeka escapou do rebaixamento quando o FC Viljandi se desfez. Em janeiro de 2013, Uwe Erkenbrecher foi nomeado treinador. Apesar dos crescentes problemas financeiros, o Tammeka terminou a temporada de 2013 em nono lugar e derrotou o JK Tarvas por 6 a 2 no placar agregado nos play-offs de rebaixamento, garantindo sua vaga na Meistriliiga.

### Problemas com a licença da Meistriliiga e nova entidade legal (2014–2016)
Em janeiro de 2014, os contínuos problemas financeiros levaram a uma situação em que os treinadores, jogadores e funcionários do clube não estavam mais dispostos a cooperar com a administração do clube, e a academia do Tammeka (Jalgpallikool Tammeka) havia se separado de seu clube-mãe (Jalgpalliklubi Tammeka). Em 11 de janeiro, a Associação Estoniana de Futebol propôs um plano de reestruturação em um esforço para salvar o clube da falência, mas a proposta não foi aceita pelo presidente do clube, Jane Afshar. Em 1.º de fevereiro de 2014, o Tammeka perdeu sua licença da Meistriliiga por não ter cumprido uma série de requisitos de licenciamento da liga, incluindo o não pagamento dos salários dos jogadores e a recusa do plano de reestruturação proposto. Em 11 de fevereiro, a licença para competir na primeira divisão foi concedida à academia da equipe, a Jalgpallikool Tammeka, garantindo a continuidade do Tartu Tammeka sob uma nova entidade legal. O ex-jogador do Tammeka, Indrek Koser, foi nomeado treinador e a equipe ficou em sétimo lugar na temporada de 2014. O Tammeka terminou a temporada de 2015 em nono lugar, mas evitou o rebaixamento ao derrotar o JK Tallinna Kalev por 4 a 2 no placar agregado nos play-offs de rebaixamento. A equipe ficou na sétima posição na temporada de 2016. Em novembro de 2016, o Tammeka anunciou que Mario Hansi e Kaido Koppel substituiriam Koser na próxima temporada.

### 2017–presente

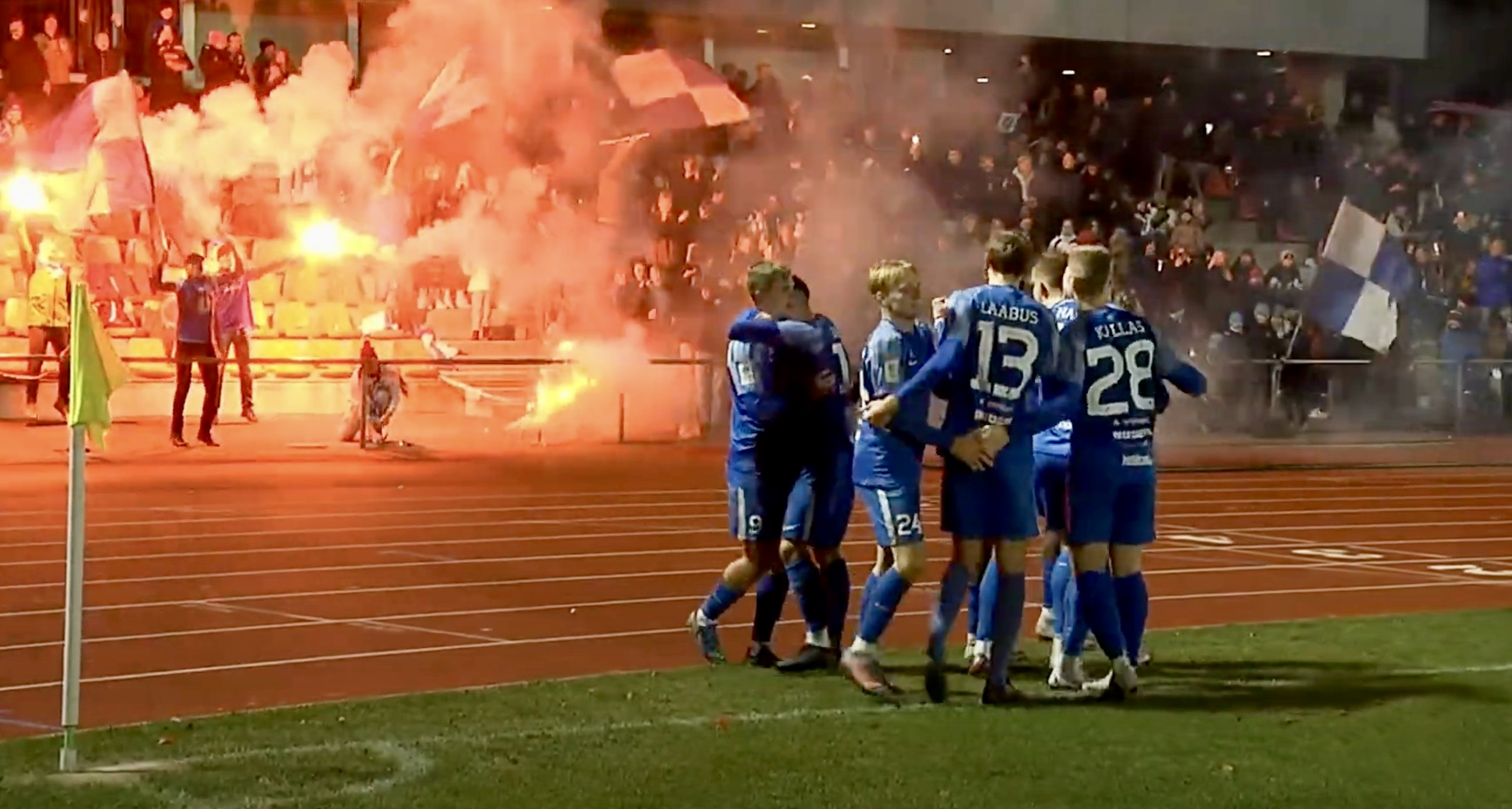
Tammeka comemorando um gol diante de sua torcida em 2023.

Em março de 2017, o CEO do Tammeka, Kristjan Tiirik, anunciou em uma entrevista ao ERR que o clube havia desenvolvido um plano estratégico que o levaria a disputar as primeiras posições e as vagas nas competições europeias até 2020. A equipe chegou à final da Copa da Estônia de 2016–17, mas foi derrotada pelo FCI Tallinn por 2 a 0. O Tammeka terminou na sétima posição novamente na temporada de 2017. Após a temporada, Hansi foi nomeado chefe de desenvolvimento de jovens e Koppel tornou-se o únicotreinador. O Tammeka terminou em sexto lugar em 2018 e em quinto em 2019. Depois de terminar em quinto novamente em 2020, o Tammeka passou por uma temporada difícil em 2021, terminando em nono lugar e tendo que disputar os play-offs de rebaixamento para garantir sua vaga na primeira divisão. Para a temporada de 2022, o Tartu Tammeka nomeou o português Miguel Santos como treinador, porém permaneceu por apenas 21 jogos, pois ele deixou o cargo no meio da temporada. Substituído por Marti Pähn, o Tammeka terminou a temporada de 2022 em sexto lugar, antes de terminar em nono em 2023 e evitar o rebaixamento ao derrotar o Viimsi por 6 a 1 no placar agregado nos play-offs de rebaixamento. Em 2024, a equipe terminou na quinta posição, porém a distantes 30 pontos das equipes que conseguiram as vagas nas competições europeias.

## Jogadores

### Elenco atual
Última atualização: 5 de abril de 2025.

## Resultados
- Esiliiga
  - Campeão (1): 2004
- II liiga
  - Campeão (1): 2001
- III liiga
  - Campeão (1): 2000
- Copa da Estônia
  - Vice-campeão (2): 2007–08, 2016–17

## Estatísticas

### Estatísticas no futebol estoniano
| Temporada | Liga         | Pos. | J  | V  | E  | D  | GP | GC | S   | Pts | Artilheiro (gols)                    | Copa              |
| --------- | ------------ | ---- | -- | -- | -- | -- | -- | -- | --- | --- | ------------------------------------ | ----------------- |
| 2000      | III liiga    | 1    | 20 | 15 | 1  | 4  | 75 | 24 | +51 | 46  | Vitali Gussev (22)                   |                   |
| 2001      | II liiga     | 1    | 20 | 15 | 0  | 5  | 72 | 29 | +43 | 45  | Kristjan Tiirik (20)                 |                   |
| 2002      | Esiliiga     | 6    | 28 | 9  | 6  | 13 | 47 | 66 | −19 | 33  | Kristjan Tiirik (11)                 |                   |
| 2003      | Esiliiga     | 7    | 28 | 3  | 5  | 20 | 44 | 99 | −55 | 14  | Kristjan Tiirik (20)                 |                   |
| 2004      | Esiliiga     | 1    | 28 | 17 | 7  | 4  | 74 | 34 | +40 | 58  | Oliver Konsa (25)                    | Segunda rodada    |
| 2005      | Meistriliiga | 7    | 36 | 8  | 5  | 23 | 50 | 88 | −38 | 29  | Kristjan Tiirik (15)                 |                   |
| 2006      | Meistriliiga | 6    | 36 | 12 | 7  | 17 | 45 | 57 | −12 | 43  | Oliver Konsa (12)                    |                   |
| 2007      | Meistriliiga | 5    | 36 | 18 | 8  | 10 | 54 | 40 | +14 | 62  | Siksten Kasimir Nikolai Lõsanov (10) | Quartas de finais |
| 2008      | Meistriliiga | 7    | 36 | 9  | 4  | 23 | 45 | 76 | −31 | 31  | Kristjan Tiirik (11)                 | Vice-campeão      |
| 2009      | Meistriliiga | 7    | 36 | 7  | 3  | 26 | 29 | 86 | −57 | 24  | Albert Prosa (6)                     | Quartas de finais |
| 2010      | Meistriliiga | 6    | 36 | 11 | 7  | 18 | 50 | 66 | −16 | 40  | Albert Prosa (12)                    | Semi-finais       |
| 2011      | Meistriliiga | 7    | 36 | 11 | 6  | 19 | 57 | 75 | −18 | 39  | Albert Prosa (22)                    | Oitavas de finais |
| 2012      | Meistriliiga | 10   | 36 | 4  | 8  | 24 | 30 | 79 | −49 | 20  | Kaspar Kaldoja (5)                   | Quartas de finais |
| 2013      | Meistriliiga | 9    | 36 | 8  | 8  | 20 | 30 | 68 | −38 | 32  | Kristjan Tiirik (6)                  | Semi-finais       |
| 2014      | Meistriliiga | 7    | 36 | 7  | 7  | 22 | 37 | 83 | −46 | 28  | Kristjan Tiirik (13)                 | Terceira rodada   |
| 2015      | Meistriliiga | 9    | 36 | 7  | 4  | 25 | 39 | 96 | −57 | 25  | Kristjan Tiirik (10)                 | Terceira rodada   |
| 2016      | Meistriliiga | 7    | 36 | 12 | 5  | 19 | 43 | 65 | −22 | 41  | Kristjan Tiirik (12)                 | Semi-finais       |
| 2017      | Meistriliiga | 7    | 36 | 9  | 10 | 17 | 40 | 63 | −23 | 37  | Tristan Koskor (9)                   | Vice-campeão      |
| 2018      | Meistriliiga | 6    | 36 | 14 | 7  | 15 | 56 | 58 | −2  | 49  | Tristan Koskor (21)                  | Segunda rodada    |
| 2019      | Meistriliiga | 5    | 36 | 14 | 7  | 15 | 57 | 62 | −5  | 49  | Sten Reinkort (11)                   | Quartas de finais |
| 2020      | Meistriliiga | 5    | 28 | 8  | 8  | 12 | 33 | 44 | −11 | 32  | Tristan Koskor (12)                  | Quartas de finais |
| 2021      | Meistriliiga | 9    | 30 | 7  | 4  | 19 | 34 | 72 | −38 | 25  | Tristan Koskor (11)                  | Quartas de finais |
| 2022      | Meistriliiga | 6    | 36 | 10 | 9  | 17 | 38 | 57 | −19 | 39  | Kevin Mätas (10)                     | Quartas de finais |
| 2023      | Meistriliiga | 9    | 36 | 5  | 12 | 19 | 33 | 65 | −32 | 27  | Kevin Mätas (10)                     | Semi-finais       |
| 2024      | Meistriliiga | 5    | 36 | 11 | 9  | 16 | 47 | 54 | −7  | 42  | Adebayo Basher (15)                  | Oitavas de finais |